# Psydrax
Psydrax Gaertn. è un genere di piante angiosperme appartenente alla famiglia delle Rubiacee, sottofamiglia Cinchonoideae, tribù Vanguerieae.
Il genere comprende alberi, arbusti e piante rampicanti con areale paleotropicale.

## Tassonomia
Il genere venne denominato nel 1788 da Joseph Gaertner nel suo De Fructibus et Seminibus Plantarum. Psydrax è una parola greca che indica una bolla o una gobba. Gaertner può aver scelto questo termine riferendosi al frutto verrucoso o ai semi foruncolosi di alcune specie Il nome del genere fu appena utilizzato dopo che Gaertner lo aveva proposto poiché molti autori ponevano queste specie nel genere Canthium. Psydrax fu ripristinato nel 1985 e 37 specie africane vi furono trasferite da Canthium. Il genere "monospecie" Mesoptera fu anche inserito in Psydrax.
In uno studio di filogenesi molecolare fu dimostrato che il genere Psydrax è monofiletico. Esso è strettamente legato ai Afrocanthium, Cyclophyllum e Keetia, generi che sono stati staccati da Canthium.
Il genere comprende le seguenti specie:
- Psydrax acutiflorus (Hiern) Bridson
- Psydrax ammophilus S.T.Reynolds & R.J.F.Hend.
- Psydrax amplifolius (Elmer)A.P.Davis
- Psydrax ankotekonensis (Cavaco) A.P.Davis & Bridson
- Psydrax approximatus (Korth.) Mahyuni & K.M.Wong
- Psydrax arnoldianus (De Wild. & T.Durand) Bridson
- Psydrax attenuatus (R.Br. ex Benth.) S.T.Reynolds & R.J.F.Hend.
- Psydrax austro-orientalis (Cavaco) A.P.Davis & Bridson
- Psydrax banksii S.T.Reynolds & R.J.F.Hend.
- Psydrax bathieanus (Cavaco)A.P.Davis & Bridson
- Psydrax bridsonianus Cheek & Sonké
- Psydrax calcicola (Craib)A.P.Davis
- Psydrax capensis J.C.Manning & Goldblatt
- Psydrax cudalorensis Soosairaj
- Psydrax cymiger (Valeton)S.T.Reynolds & R.J.F.Hend.
- Psydrax dicoccos Gaertn.
- Psydrax dunlapii (Hutch. & Dalziel) Bridson
- Psydrax elmerianus Mahyuni
- Psydrax esirensis (Cavaco) A.P.Davis & Bridson
- Psydrax fasciculatus (Blume) A.P.Davis
- Psydrax faulknerae Bridson
- Psydrax ficiformis (Hook.f.) Bridson
- Psydrax forsteri S.T.Reynolds & R.J.F.Hend.
- Psydrax fragrantissima (K.Schum.) Bridson
- Psydrax gialaiensis B.H.Quang, T.B.Tran & V.S.Dang
- Psydrax gilletii (De Wild.) Bridson
- Psydrax graciliflorus (Merr. & L.M.Perry) S.T.Reynolds & R.J.F.Hend.
- Psydrax grandifolius (Thwaites) Ridsdale
- Psydrax graniticola (Chiov.) Bridson
- Psydrax gynochthodes (Baill.) Arriola, Yayen & Alejandro
- Psydrax horizontalis (SChumach. & Thonn.) Bridson
- Psydrax johnsonii S.T.Reynolds & R.J.F.Hend.
- Psydrax kaessneri (S.Moore) Bridson
- Psydrax kibuwae Bridson
- Psydrax kingii (Hook.f.) Bridson & Springate
- Psydrax koordersianus Mahyuni
- Psydrax kraussioides (Hiern) Bridson
- Psydrax lamprophyllus (F.Muell.) Bridson
- Psydrax lanceolatus (Arn.) R.Kr.Singh & Arigela
- Psydrax latifolius (F.Muell. ex Benth.) S.T.Reynolds & R.J.F.Hend.
- Psydrax laxiflorens S.T.Reynolds & R.J.F.Hend.
- Psydrax lepidus S.T.Reynolds & R.J.F.Hend.
- Psydrax lividus (Hiern) Bridson
- Psydrax locuples (K.Schum.) Bridson
- Psydrax longipes S.T.Reynolds & R.J.F.Hend.
- Psydrax longistylus (Merr.) A.P.Davis
- Psydrax lucidulus (Miq.) Mahyuni & K.M.Wong
- Psydrax lynesii Bullock ex Bridson
- Psydrax maingayi (Hook.f.) Bridson
- Psydrax manambyanus (Cavaco) A.P.Davis & Bridson
- Psydrax manensis (Aubrév. & Pellegr.) Bridson
- Psydrax martini (Dunkley) Bridson
- Psydrax merrillii (Setch.) Whistler
- Psydrax micans (Bullock) Bridson
- Psydrax moandensis Bridson
- Psydrax moggii Bridson
- Psydrax montanus (Thwaites) Ridsdale
- Psydrax montigenus S.T.Reynolds & R.J.F.Hend.
- Psydrax mutimushii Bridson
- Psydrax nitidus (Craib) K.M.Wong
- Psydrax obovatus (Klotzsch ex Eckl. & Zeyh.) Bridson
- Psydrax occidentalis (Cavaco) A.P.Davis & Bridson
- Psydrax odoratus (G.Forst.) A.C.Sm. & S.P.Darwin
- Psydrax oleifolius (Hook.) S.T.Reynolds & R.J.F.Hend.
- Psydrax pallidus S.T.Reynolds & R.J.F.Hend.
- Psydrax palma (K.Schum.) Bridson
- Psydrax paludosus S.T.Reynolds & R.J.F.Hend.
- Psydrax paradoxus (Virot) Mouly
- Psydrax parviflorus (Afzel.) Bridson
- Psydrax pendulinus S.T.Reynolds & R.J.F.Hend.
- Psydrax pergracilis (Bourd.) Ridsdale
- Psydrax polhillii Bridson
- Psydrax puberulus Arriola & Alejandro
- Psydrax recurvifolius (Bullock) Bridson
- Psydrax reticulatus (C.T.White) S.T.Reynolds & R.J.F.Hend.
- Psydrax richardsiae Bridson
- Psydrax rigidulus S.T.Reynolds & R.J.F.Hend.
- Psydrax robertsoniae Bridson
- Psydrax sabahensi Mahyuni
- Psydrax salignus S.T.Reynolds & R.J.F.Hend.
- Psydrax sambiranensis (Cavaco) A.P.Davis & Bridson
- Psydrax schimperianus (A.Rich.) Bridson
- Psydrax sepikensis A.P.Davis
- Psydrax shuguriensis Bridson
- Psydrax splendens (K.Schum.) Bridson
- Psydrax suaveolens (S.Moore) S.T.Reynolds & R.J.F.Hend.
- Psydrax subcordatus (DC.) Bridson
- Psydrax suborbicularis (C.T.White) S.T.Reynolds & R.J.F.Hend.
- Psydrax sumatranus (Miq.) Mahyuni
- Psydrax tropicus S.T.Reynolds & R.J.F.Hend.
- Psydrax umbellatus (Wight) Bridson
- Psydrax undulatifolius K.M.Wong & Mahyuni
- Psydrax virgatus (Hiern) Bridson
- Psydrax whitei Bridson
- Psydrax wongii Mahyuni